# El Jinete solitario
Série El Jinete solitario
El Jinete solitario en el valle de los buitres
(1958) Zorro dans la vallée des fantômes
(1960)
Pour plus de détails, voir Fiche technique et Distribution.
El Jinete solitario est un western mexicain réalisé par Rafael Baledón et sorti en 1958. C'est le deuxième film d'une trilogie. Il est précédé par El Jinete solitario en el valle de los buitres (1958) et suivi par Zorro dans la vallée des fantômes (El jinete solitario en el valle de los desaparecidos) (1960), tous deux réalisés par Rafael Baledón.

## Fiche technique
- Titre original : El jinete solitario
- Réalisation : Rafael Baledón
- Assistant-réalisateur : Valerio Olivo
- Scénario : Rafael Baledón, Eva Guerrero Larrañaga
- Musique : Raúl Lavista
- Production : Rafael Pérez Grovas
- Producteur délégué : Adolfo Grovas
- Société(s) de production : Proton Films, Tele Talia Films
- Pays de production :  Mexique
- Langue originale : espagnol
- Format : noir et blanc — son Mono
- Genre : western, drame
- Durée : 75 minutes
- Date de sortie
  - Mexique : 18 décembre 1958

## Distribution
- Demetrio González : el jinete solitario
- Irma Dorantes
- Pedro de Aguillón (Pedro Daguillon)
- Guillermo Cramer
- Fernando Curiel
- Elizabeth Dupeyrón
- Chel López
- Antonio Sandoval
- Carlos Suárez
- Ignacio Solorzano (Ignacio Solórzano)
- Humberto Rodríguez
- Manuel Sánchez Navarro
- Salvador Terroba (Salvador Terrova)
- Ignacio Villalbazo (Ignacio Villalvazo)
- Hernán Vera